# 대한민국 제18대 대통령 선거 대구광역시
이 문서는 대한민국 제18대 대통령 선거의 대구광역시 지역 개표 결과이다.

## 개표 결과

### 중구
|  | 80.89% |

|  | 18.81% |

|  | 0.14% |

|  | 0.09% |

|  | 0.02% |

|  | 0.02% |

### 동구
|  | 79.86% |

|  | 19.79% |

|  | 0.13% |

|  | 0.13% |

|  | 0.04% |

|  | 0.03% |

### 서구
|  | 84.24% |

|  | 15.42% |

|  | 0.15% |

|  | 0.10% |

|  | 0.03% |

|  | 0.02% |

### 남구
|  | 81.17% |

|  | 18.46% |

|  | 0.14% |

|  | 0.14% |

|  | 0.04% |

|  | 0.02% |

### 북구
|  | 79.46% |

|  | 20.22% |

|  | 0.13% |

|  | 0.11% |

|  | 0.03% |

|  | 0.01% |

### 수성구
|  | 78.71% |

|  | 20.99% |

|  | 0.15% |

|  | 0.08% |

|  | 0.03% |

|  | 0.01% |

### 달서구
|  | 79.72% |

|  | 19.99% |

|  | 0.11% |

|  | 0.10% |

|  | 0.04% |

|  | 0.02% |

### 달성군
|  | 80.87% |

|  | 18.68% |

|  | 0.21% |

|  | 0.13% |

|  | 0.04% |

|  | 0.03% |

## 전체 결과
|  | 80.14% |

|  | 19.53% |

|  | 0.12% |

|  | 0.12% |

|  | 0.03% |

|  | 0.02% |

새누리당 박근혜 후보가 80.14%의 압도적인 득표율을 기록하면서 대구광역시에서 압승을 거두었다. 또한 그동안 대구광역시는 보수 정당의 강세 지역으로 여겨졌지만 이번 선거에서 사상 처음으로 득표율 80%를 기록하였다.
민주통합당 문재인 후보는 19.53%의 득표율로 2위를 차지했다.

### 주요 후보 결과
| 지역   | 박근혜  | 박근혜 | 문재인 | 문재인 |
| 지역   | 득표수  | 득표율 | 득표수 | 득표율 |
| ------ | ------- | ------ | ------ | ------ |
| 중구   | 39,910  | 80.89% | 9,282  | 18.81% |
| 동구   | 176,185 | 79.86% | 43,659 | 19.79% |
| 서구   | 120,625 | 84.24% | 22,092 | 15.42% |
| 남구   | 88,347  | 81.17% | 20,092 | 18.46% |
| 북구   | 220,974 | 79.46% | 56,240 | 20.22% |
| 수성구 | 225,052 | 78.71% | 60,016 | 20.99% |
| 달서구 | 304,535 | 79.72% | 76,363 | 19.99% |
| 달성군 | 92,161  | 80.87% | 21,290 | 18.68% |

새누리당 박근혜 후보가 대구광역시 내 전 지역에서 승리를 거두었다. 특히 중구, 서구, 남구, 달성군에서는 80% 이상의 득표율을 기록했으며 서구에서는 최고 득표율인 84.24%를 기록했다.
민주통합당 문재인 후보는 전 지역에서 15% 이상의 득표율을 기록한 것에 만족해야 했다. 그나마 북구와 수성구에서는 득표율 20%를 달성했다.

## 같이 보기
- 대한민국 제18대 대통령 선거